# Морнингсајд (Јужна Дакота)
Морнингсајд (енгл. Morningside) насељено је место без административног статуса у америчкој савезној држави Јужна Дакота.

## Демографија
По попису из 2010. године број становника је 105.
| Група             | 2000.    | 2010.      |
| Белци             | 0 (0,0%) | 89 (84,8%) |
| Афроамериканци    | 0 (0,0%) | 0 (0,0%)   |
| Азијати           | 0 (0,0%) | 0 (0,0%)   |
| Хиспаноамериканци | 0 (0,0%) | 16 (15,2%) |
| Укупно            | 0        | 105        |